# Fortunato Bartolomeo De Felice

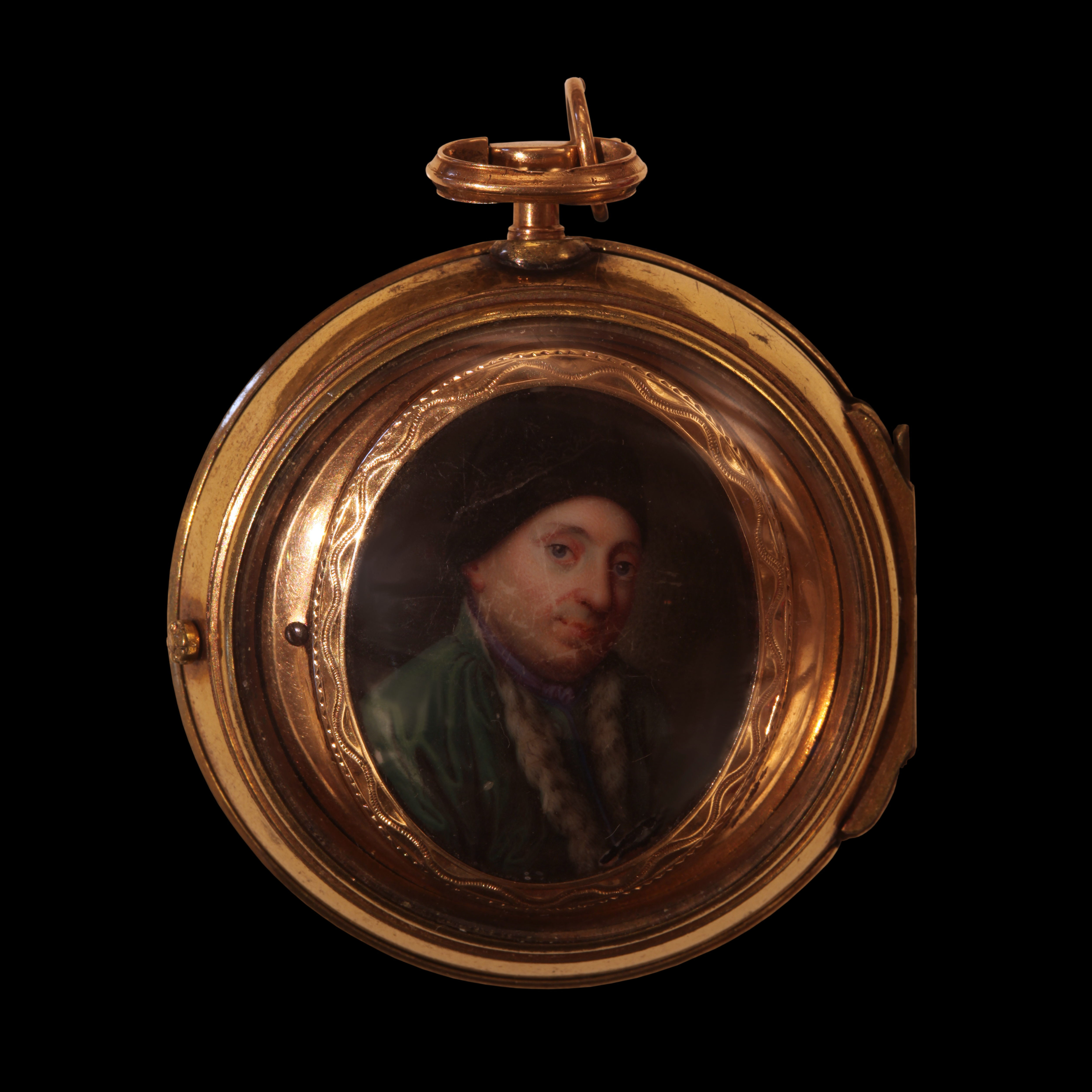
Reloj de bolsillo de Fortunato de Felice, con su retrato esmaltado.

Fortunato Bartolomeo De Felice o Fortuné-Barthélemy de Félice (Roma, 24 de agosto de 1723 - Yverdon -Suiza-, 7 de febrero de 1789) fue un enciclopedista, conocido por ser el editor y redactor principal de la Encyclopédie, ou Dictionnaire universel raisonné des connaissances humaines (1770-1780), llamada la "Enciclopedia de Yverdon" o la "Enciclopedia protestante".

## Biografía
De Felice fue el hijo mayor de una familia originaria de Nápoles. Estudió con los jesuitas en el Collegio Romano y posteriormente con los hermanos menores reformados en Brescia, donde estudió matemáticas y filosofía con Fortunato da Brescia. Es ordenado sacerdote católico en 1746. Pasó a enseñar ciencias en Roma y Nápoles. Se ve obligado a huir de Nápoles por una intriga amorosa con la que será su primera mujer, Agnese Arcuato condesa de Panzutti, cuyo título utilizará. A partir de ese momento lleva una vida errante por Italia y Suiza, hasta fijar su residencia en Berna en torno a 1756. Allí se vincula con Albrecht von Haller y se convierte al protestantismo.
Poco después se instala en Yverdon donde funda una imprenta de la que salen numerosas obras. Al mismo tiempo, dirige con éxito un internado. Traduce obras científicas (del inglés, francés y latín) al italiano, para que sean conocidas en Italia; de autores como Descartes, Maupertuis, d'Alembert o Newton. Desde 1758 publica y dirige, con Vincent Bernard de Tscharner, revistas literarias y científicas que alcanzan buena estimación.
Editó Principes de droit naturel et des gens de Jean-Jacques Burlamaqui, que luego abrevió bajo el título Leçons de droit de la nature et des gens (1769), y Leçons de logique (1770).
Finalmente, entre 1770 y 1780, Encyclopédie ou dictionnaire universel raisonné des connaissances humaines en 48 volúmenes en 4°, su obra magna, basada en la Encyclopédie francesa, y para la cual logra la participación de prestigiosos colaboradores suizos, como Leonhard Euler y Albrecht von Haller, o de otras nacionalidades, como el francés Joseph Jérôme Lefrançois de Lalande. Además de una enciclopedia es también una compilación de las mejores obras de la época.
En 1788, arruinado, debe vender la parte esencial de sus bienes, como su propiedad en Bonvillars y su biblioteca.

## Familia
Su primera esposa fue la condesa de Panzutti, Agnese Arcuato, a la que rescató de la reclusión a que estaba sometida. Tras enviudar, volvió a casarse el 29 de diciembre de 1759 con Catherine-Suzanne Wavre, con quien tuvo nueve hijos. Enviuda nuevamente y contrae matrimonio seis meses después con Louise-Marie Perrelet, hija de un futuro colaborador de su Encyclopédie. Ella muere a su vez, accidentalmente, el 17 de septiembre de 1774 en Bonvillars. Por último, dos meses más tarde Fortunato vuelve a casarse, en esta ocasión con Jeanne-Salomé Sinnet. En total llegó a tener trece hijos.

## Obras
Además de su Encyclopédie, De Félice es autor o editor de otras dos obras:
- Dictionnaire de justice naturelle et civile, 1778, 13 volúmenes en 4º.
- Dictionnaire géographique, historique et politique de la Suisse, Neuchâtel, 1775, 2 vol.